# Lipeck
Lípeck (in russo Ли́пецк?) è una città della Russia europea, capoluogo della provincia omonima; sorge sul fiume Voronež, circa 438 km a sud-sudest di Mosca.

## Storia
La città viene menzionata per la prima volta nel XIII secolo; nel 1284 i Mongoli la distrussero durante una delle loro scorribande. Nel 1702 lo zar Pietro il Grande ordinò la costruzione di una acciaieria vicino a un importante deposito di minerale di ferro, che diede inizio allo sviluppo industriale della città. Oggi le attività sui minerali presenti nella zona sono completo appannaggio della Novolipeck Steel.

## Economia
Lipeck è anche un centro termale di discreta importanza, da circa due secoli.
La città è servita da un aeroporto civile e, a circa 15 km dalla città, è sede di una base dell'Aeronautica militare russa.

## Società

### Evoluzione demografica
Fonte: mojgorod.ru
- 1897: 20 300
- 1939: 66 600
- 1959: 157 000
- 1970: 289 000
- 1979: 395 600
- 1989: 449 600
- 2002: 506 114
- 2007: 502 600

## Amministrazione

### Gemellaggi
- Cottbus, dal 1974
- Anshan, dal 1992
- Fabriano, dal 2003
- Vinnycja, dal 2004